# Mothakapalli, Srinivaspur
Mothakapalli là một làng thuộc tehsil Srinivaspur, huyện Kolar, bang Karnataka, Ấn Độ.